# جاك باركنسون
جاك باركنسون (بالإنجليزية: Jack Parkinson)‏ (21 سبتمبر 1883 في المملكة المتحدة - 13 سبتمبر 1942) هو لاعب كرة قدم بريطاني (وحمل سابقاً جنسية المملكة المتحدة لبريطانيا العظمى وأيرلندا) في مركز الهجوم. شارك مع منتخب إنجلترا لكرة القدم. أما مع النوادي، فقد لعب مع نادي بوري ونادي ليفربول.

## وصلات خارجية
- جاك باركنسون على موقع ناشيونال فوتبول تيمز (الإنجليزية)